# Tapinoma emeryanum
Tapinoma emeryanum é uma espécie de formiga do gênero Tapinoma.